# 陣山 (北九州市)
陣山（じんやま）は福岡県北九州市八幡西区の地名。陣山一丁目から三丁目の町がある。住居表示実施済み。郵便番号は806-0012。

## 地理
八幡西区の北部東端に位置し、南に清納、西に紅梅、北に東浜町と接し、東に八幡東区桃園と接する。

## 地域の特徴
北部は平坦であるが、南部に行くにしたがって上り勾配がある。北縁に沿ってJR九州鹿児島本線が走り、その南を国道3号が東西に走る。南縁には山手通りが走っている。都市計画上、国道沿いが商業地域のほかは準工業地域であるが、南部は住宅地となっている。

一丁目に聖ヨハネ病院、三丁目に光保育園，光行寺などがある。

## 歴史
かつて北部を東西に走る国道3号には1914年（大正3年）に開通した西鉄北九州線の併用軌道が通っており、陣山一丁目交差点付近には陣山停留所（陣山電停）があったが、1992年（平成4年）に廃止された。

現在北九州市立高校の第二グラウンドとなっている土地には1937年（昭和12年）開校の北九州市立陣山小学校があったが、2007年（平成19年）に北九州市立黒崎小学校と統合し北九州市立黒崎中央小学校となり、廃校となった。
また、三丁目には陣山乳児保育所があったが、2014年（平成26年）に紅梅一丁目に移転、あじさい保育所に名前を変えた。

### 地名の由来
大字藤田の字陣山に由来する。また字辻は公園にその名前を残している。

### 沿革
- 1969年（昭和44年）6月1日 - 陣山一丁目 - 三丁目新設[4]。
- 1974年（昭和49年）4月1日 - 八幡区が八幡西区と八幡東区に分かれ、八幡区陣山一丁目 - 三丁目は八幡西区陣山一丁目 - 三丁目となる[5]。

### 町名の変遷
| 実施内容          | 実施年月日               | 実施後     | 実施前                                             |
| ----------------- | ------------------------ | ---------- | -------------------------------------------------- |
| 町名新設 住居表示 | 1969年（昭和44年）6月1日 | 陣山一丁目 | 西通町，大字藤田，油田町の各一部                   |
| 町名新設 住居表示 | 1969年（昭和44年）6月1日 | 陣山二丁目 | 西通町，大字藤田，南陣山町，久喜町，東浜町の各一部 |
| 町名新設 住居表示 | 1969年（昭和44年）6月1日 | 陣山三丁目 | 南陣山町，久喜町の各一部                           |

## 世帯数と人口
2025年（令和7年）3月31日現在（北九州市発表）の世帯数と人口は以下の通りである。
| 町         | 世帯数  | 人口    |
| ---------- | ------- | ------- |
| 陣山一丁目 | 216世帯 | 329人   |
| 陣山二丁目 | 413世帯 | 647人   |
| 陣山三丁目 | 235世帯 | 413人   |
| 計         | 864世帯 | 1,389人 |

### 人口の変遷
国勢調査による人口の推移。
| 1995年（平成7年）  | 1,757人 | [ 7 ]  |  |
| 2000年（平成12年） | 1,603人 | [ 8 ]  |  |
| 2005年（平成17年） | 1,591人 | [ 9 ]  |  |
| 2010年（平成22年） | 1,551人 | [ 10 ] |  |
| 2015年（平成27年） | 1,453人 | [ 11 ] |  |
| 2020年（令和2年）  | 1,475人 | [ 12 ] |  |

### 世帯数の変遷
国勢調査による世帯数の推移。
| 1995年（平成7年）  | 809世帯 | [ 7 ]  |  |
| 2000年（平成12年） | 802世帯 | [ 8 ]  |  |
| 2005年（平成17年） | 790世帯 | [ 9 ]  |  |
| 2010年（平成22年） | 812世帯 | [ 10 ] |  |
| 2015年（平成27年） | 777世帯 | [ 11 ] |  |
| 2020年（令和2年）  | 810世帯 | [ 12 ] |  |

## 学区
市立小・中学校に通う場合、学区は以下の通りとなる。
| 丁目       | 街区 | 小学校                   | 中学校               |
| ---------- | ---- | ------------------------ | -------------------- |
| 陣山一丁目 | 全域 | 北九州市立黒崎中央小学校 | 北九州市立花尾中学校 |
| 陣山二丁目 | 全域 | 北九州市立黒崎中央小学校 | 北九州市立花尾中学校 |
| 陣山三丁目 | 全域 | 北九州市立黒崎中央小学校 | 北九州市立花尾中学校 |

## 交通

### バス
域内のバス停と系統は以下のとおりである。
| 運行事業者 | 運行事業者 | 西鉄バス北九州 | 西鉄バス北九州 | 西鉄バス北九州 | 西鉄バス北九州 | 西鉄バス北九州 | 西鉄バス北九州 | 西鉄バス北九州 |
| 系統       | 系統       | 特快           | 1              | 22             |                |                |                |                |
| 停留所     | 陣山       | ○              | ○              | ○              |                |                |                |                |

### 道路
- 国道3号

## 施設

### 医療施設
- 聖ヨハネ病院

### 社会福祉施設
- 光保育園

### 寺社
- 浄土真宗本願寺派光行寺

### 公園
- 辻公園